# Bowmanville
Bowmanville est une communauté de la municipalité de Clarington, dans la région de Durham (Ontario, Canada). Elle est située à environ 75 km à l'est de Toronto et à 15 km à l'est d'Oshawa.

## Géographie
- Population : 31 830 habitants (2006)
- Localisation : Clarington, Ontario, Canada
- Altitude : 150 m
- Latitude : 43.8 (44°48') N
- Longitude : 78.6 (78°42') W
- Code régional : +(00)1-905
- Code postal : L1C

## Économie
Goodyear possède une usine à Bowmanville. La Darlington Nuclear Generating Station se trouve également à Bowmanville.
Plusieurs des résidents de Bowmanville travaillent à l'usine de General Motors d'Oshawa ou encore travaillent à Toronto.
Le complexe de course automobile Mosport International Raceway se trouve à Bowmanville. Le Grand Prix du Canada de Formule 1 s'y est tenu en 1967, 1969, et de 1971 à 1974, puis en 1976 et 1977.
Bowmanville possède le plus important zoo privé au Canada, le Bowmanville Zoo.

## Personnalités
- Anne Ottenbrite (1966-), championne olympique de natation.